# NGC 4490
NGC 4490 aussi appelé la galaxie du Cocon est une galaxie spirale barrée relativement rapprochée et située dans la constellation des Chiens de chasse. NGC 4490 a été découverte par l'astronome germano-britannique William Herschel en 1788.

## Caractéristiques
La classe de luminosité de NGC 4490 est IV et elle présente une large raie HI. Elle renferme également des régions d'hydrogène ionisé.

### Distance
Sa vitesse par rapport au fond diffus cosmologique est de 565 ± 3 km/s, ce qui correspond à une distance de Hubble de 11,7 ± 0,9 Mpc (∼38,2 millions d'al).
La vitesse de NGC 4490par rapport au fond diffus cosmologique est de 
La vitesse radiale de 565 km/s de cette galaxie est faible et on ne peut employer la loi de Hubble-Lemaître pour calculer sa distance. À ce jour, 16 mesures non basées sur le décalage vers le rouge (redshift) donnent une distance semblable, soit 5,979 ± 1,518 Mpc (∼19,5 millions d'al), ce qui est nettement à l'extérieur des valeurs de la distance de Hubble. 
Cette galaxie, comme plusieurs de l'amas de la Vierge, est relativement rapprochée du Groupe local et on obtient souvent une distance de Hubble très différente en raison de leur mouvement propre dans le groupe où dans l'amas où elles sont situées. La distance de 5,979 Mpc est peut-être plus près de la réalité. Selon ces deux mesures, NGC 4490 se dirige vers le centre de l'amas en direction opposée à la Voie lactée. Notons que c'est avec la valeur moyenne des mesures indépendantes, lorsqu'elles existent, que la base de données NASA/IPAC calcule le diamètre d'une galaxie.

### Galaxie à sursaut de formation d'étoiles
NGC 4490 est une galaxie à sursauts de formation d'étoiles.

### Luminosité dans l'infrarouge
La luminosité de la galaxie NGC 4490 dans l'infrarouge lointain (de 40 à 400 µm)  est égale à 1,29 × 1010 {\displaystyle L_{\odot }} (1010,11{\displaystyle L_{\odot }}) et sa luminosité totale dans l'infrarouge (de 8 à 1 000 µm) est de 1,62 × 1010 {\displaystyle L_{\odot }} (1010,21{\displaystyle L_{\odot }}).

## Morphologie
NGC 4490 a été utilisée par Gérard de Vaucouleurs comme une galaxie de type morphologique SAB(s)d pec dans son atlas des galaxies,.
Eskridge, Frogel et Pogge ont publié un article en 2002 décrivant la morphologie de 205 galaxies spirales ou lenticulaires rapprochées. Les observations ont été réalisées dans la bande H de l'infrarouge et dans la bande B (le bleu). Selon Eskridge et ses collègues, NGC 4490 est de type SBd dans la bande B et SBm dans la bande H. On voit cette galaxie presque par la tranche. Le centre de NGC 4490 est noueux, mais il n'y a ni noyau ni bulbe. Des bras spiraux ouverts et diffus émergent de la zone centrale, mais ils s'estompent rapidement dans le disque qui est très noueux. Il existe aussi des bandes de poussière et des taches évidentes dans le disque. Les isophotes du disque externe sont irréguliers, présentant de brusques changements d'angle de position. Il existe des évidences d'extensions de très faible brillance de surface du disque vers le nord-ouest et le sud-est.  

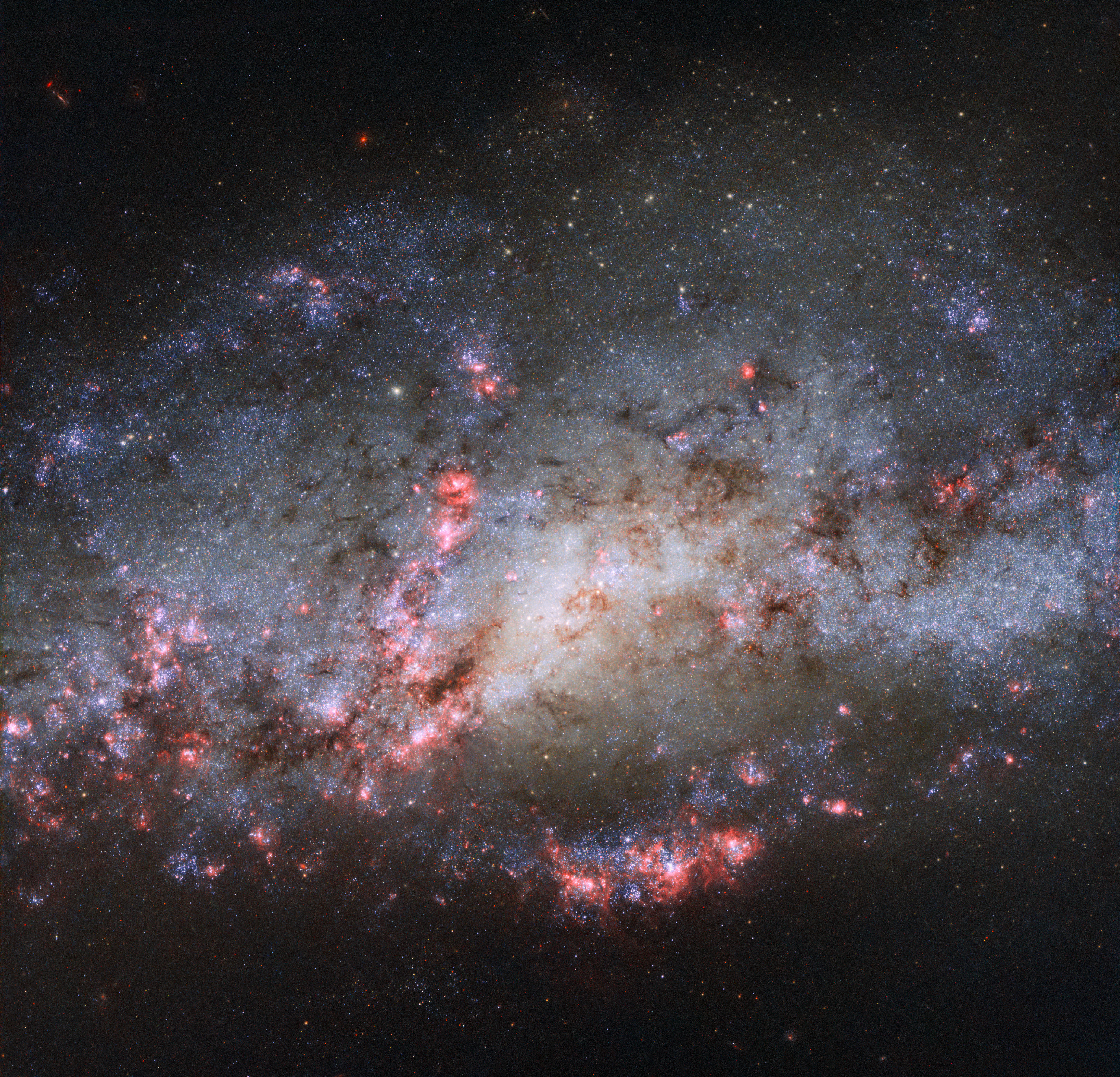
L'apparence désordonnée de NGC 4490 provient de la collision avec la petite galaxie irrégulière NGC 4485.(télescope spatial Hubble)
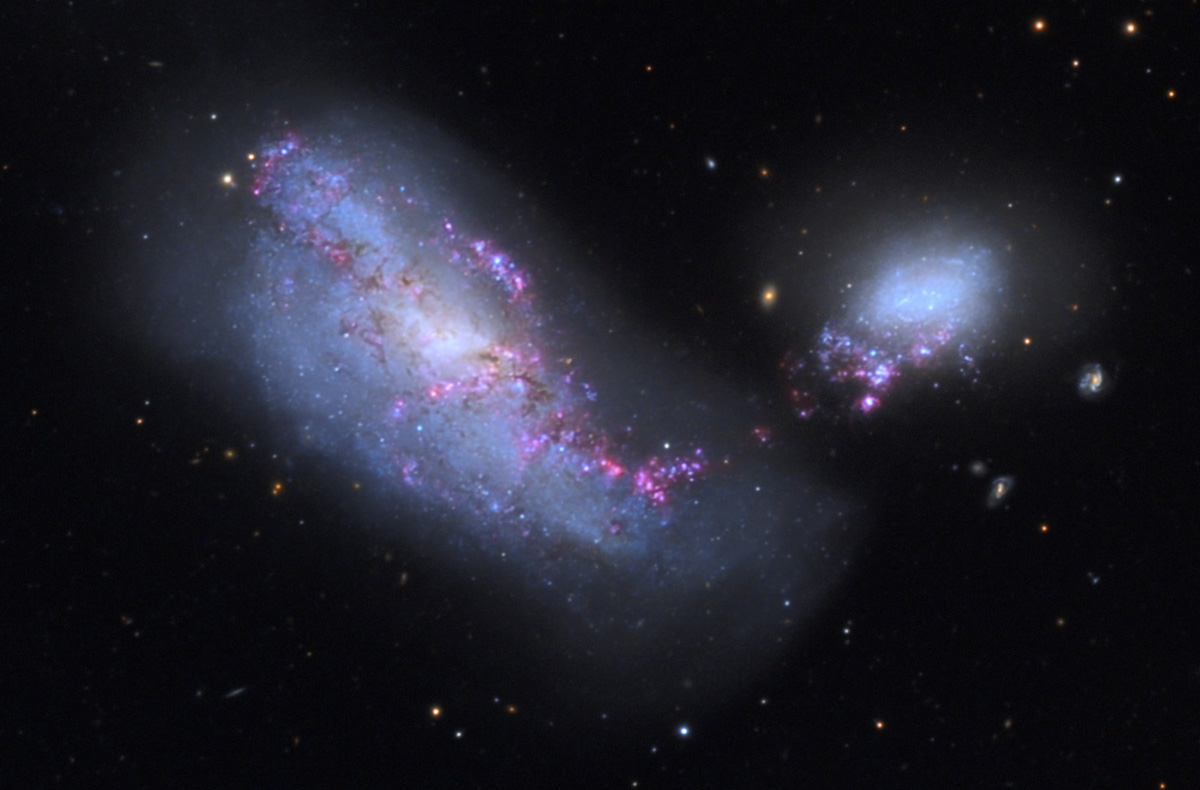
NGC 4490 et NGC 4485 par Adam Block (Observatoire du mont Lemmon/Université de l'Arizona).
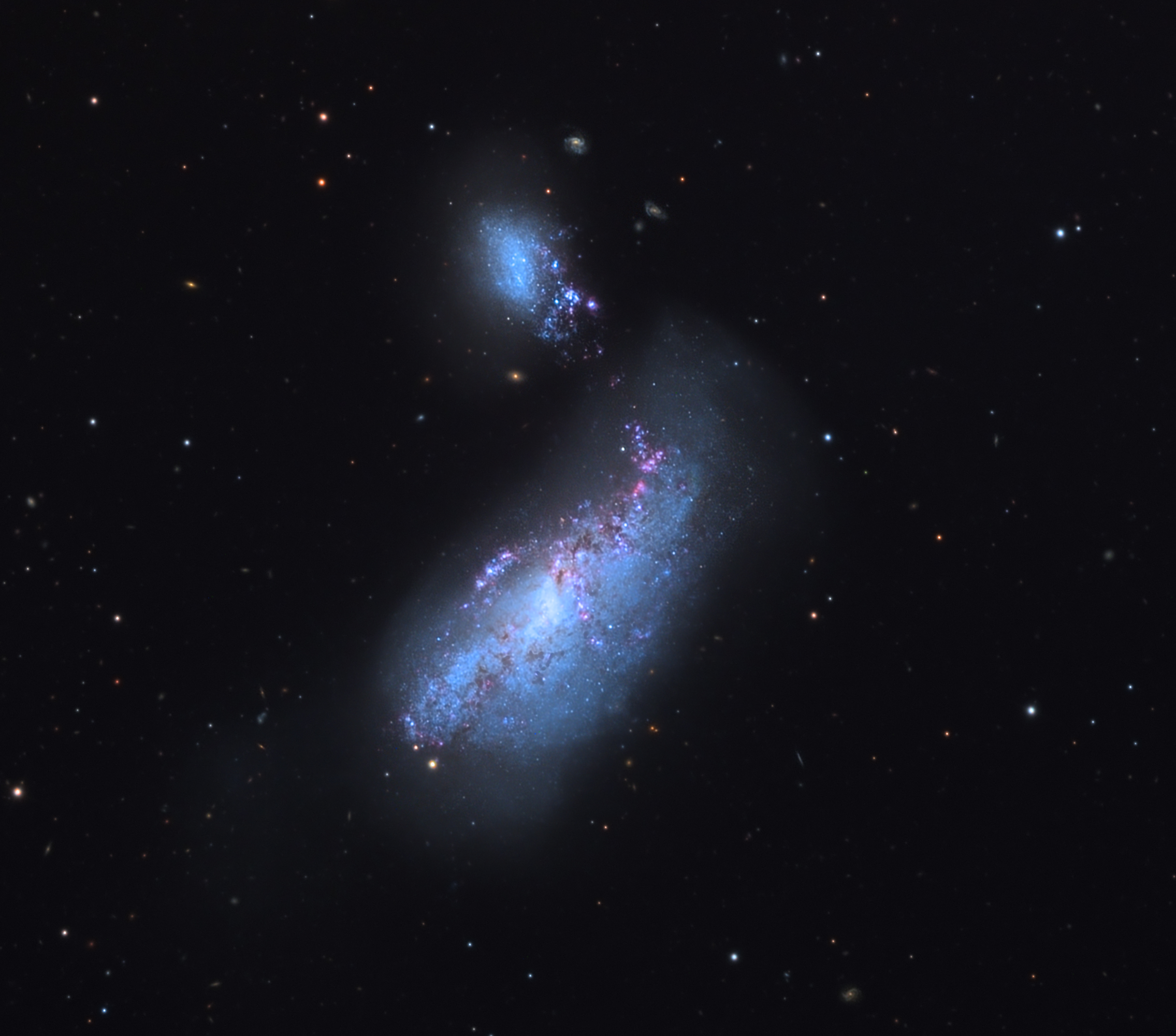
NGC 4490 et NGC 4485.

## Paire de galaxies en interaction
NGC 4485 et NGC 4490 sont deux galaxies en interaction gravitationnelle et elles figurent dans l'atlas des galaxies particulières de Halton Arp sous la désignation Arp 269. Arp décrit le couple comme une classe de « bras connectés ». Au sujet de NGC 4490, il écrit que c'est une spirale barrée dont la morphologie est difficile à mettre en évidence. Les vestiges d'un bras semblent encore visibles. NGC 4485 aurait traversé la galaxie spirale NGC 4490 en créant alors des perturbations gravitationnelles. NGC 4485 est elle-même une ancienne galaxie spirale. Le couple est très lumineux et renferme de nombreuses zones actives.
L'interaction entre ces deux galaxies a détruit les bras spiraux de NGC 4485 et l'a transformée en galaxie irrégulière. Ce couple rapproché de la Voie lactée donne aux astronomes un excellent laboratoire pour comparer leurs modèles numériques de collisions entre deux galaxies. L'interaction maximale entre elles est maintenant terminée, car elles se sont approchées au plus près et elles s'éloignent maintenant l'une de l'autre. La traînée d'étoiles brillantes et le grumeau orangé que nous voyons sur l'image prise par le télescope spatial Hubble est ce qui relie maintenant les deux galaxies. Cette traînée s'étend sur quelque 24 000 années-lumière.
Plusieurs étoiles dans cette traînée reliant les deux galaxies n'auraient jamais vu le jour sans cette rencontre qualifiée de romantique. Lors de cette rencontre, les galaxies ont partagé leur hydrogène, générant ainsi une intense période de formation d'étoiles dans plusieurs régions. Les grumeaux orangés de l'image de Hubble sont des exemples de telle régions denses en gaz et en poussière.

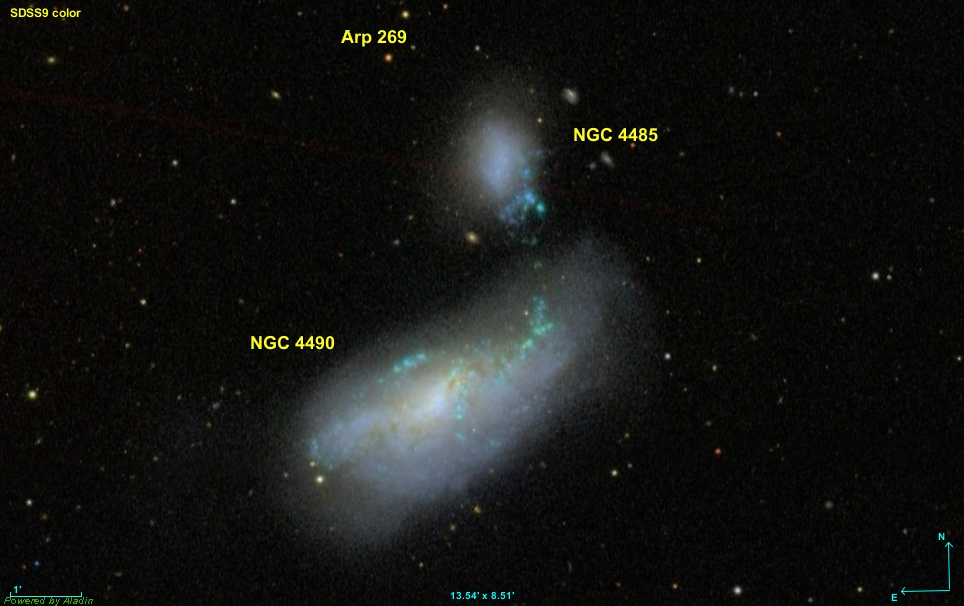
NGC 4490 et NGC 4490, le couple de galaxie Arp 269.
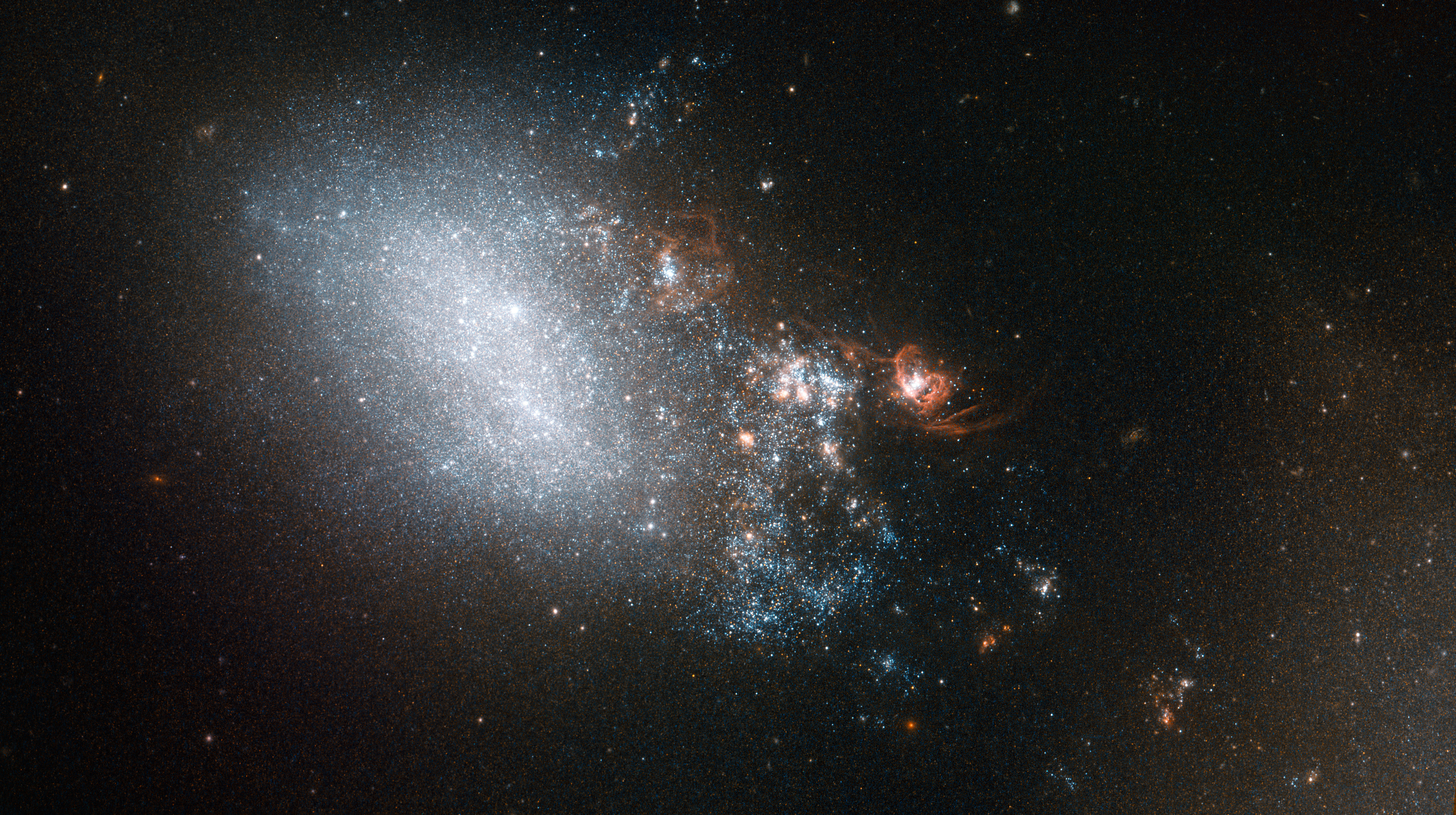
NGC 4485 par le télescope spatial Hubble, traitement de l'image par Kathy van Pelt.

## Supernova
Deux supernovas ont été découvertes dans NGC 4490 : SN 1982F et SN 2008ax.

### SN 1982F
Cette supernova a été découverte le 29 mars par l'astronome suisse Paul Wild de l'université de Berne. Le type de cette supernova n'a pas été déterminé. 

### SN 2008ax
Cette supernova a été découverte le 3 mars conjointement par R. Mostardi, W. Li, et A. V. Filippenko de l'université de Californie à Berkeley dans le cadre du programme LOSS (Lick Observatory Supernova Search) de l'observatoire Lick et par l'astronome japonais Koichi Itagaki,. On ne s'entend pas sur le type de celle-ci. Selon le site Transient Server Name, elle était de type IIP, selon le site Rochester Astronomy elle était de type Ib et enfin selon le bureau central des télégrammes astronomiques elle était soit une supernova fortement rougie et/ou de très faible luminosité soit une variable lumineuse bleue.

## Groupe de M106 et de M101
Selon A.M. Garcia, la galaxie NGC 4490 fait partie d'un groupe de galaxies qui compte au moins 24 membres, le groupe de M106 (désigné comme NGC 4258 dans l'article de A.M. Garcia). Les autres membres du New General Catalogue de ce groupe sont NGC 4144, NGC 4242, NGC 4248, NGC 4258, NGC 4449, NGC 4460, NGC 4485, NGC 4618, NGC 4625 et NGC 4736. La galaxie IC 3687 ainsi que 12 galaxies du Uppsala General Catalogue (UGC) complètent le groupe.
D'autre part, dans un article publié en 1998, Abraham Mahtessian indique que NGC 4490 fait partie d'un groupe plus vaste qui compte plus de 80 galaxies, le groupe de M101. Plusieurs galaxies de la liste de Mahtessian se retrouvent également dans d'autres groupes décrits par A.M. Garcia, soit le groupe de NGC 3631, le groupe de NGC 3898, le groupe de M109 (NGC 3992), le groupe de NGC 4051, le groupe de M106 (NGC 4258) et le groupe de NGC 5457.
Plusieurs galaxies des six groupes de Garcia ne figurent pas dans la liste du groupe de M101 de Mahtessian. Il y a plus de 120 galaxies différentes dans les listes des deux auteurs. Puisque la frontière entre un amas galactique et un groupe de galaxie n'est pas clairement définie (on parle de 100 galaxies et moins pour un groupe), on pourrait qualifier le groupe de M101 d'amas galactique contenant plusieurs groupes de galaxies.

## Amas de la Grande Ourse et superamas de la Vierge
Les groupes de M101 et de M106 dont partie de l'amas de la Grande Ourse, l'un des amas galactiques du superamas de la Vierge.